# Mandatory

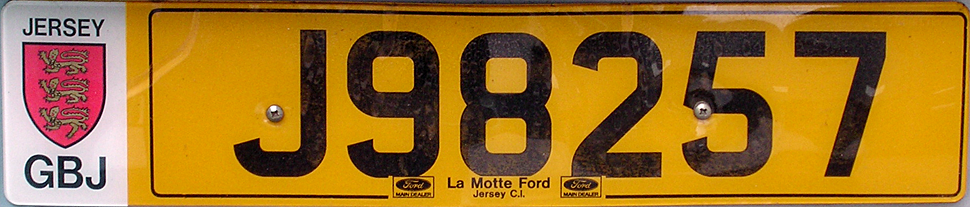
Placa traseira de veículo em Jersey, uma das Ilhas do Canal.

Mandatory é um padrão de fonte desenvolvida a partir da fonte Charles Wright, tendo sido criada para uso nas placas de identificação de veículos no Reino Unido. Suas letras e números em blocos e com traços grossos foram criados para impedir falsificações simples e para melhorar a legibilidade, com separação de traços no M e no W, cujas partes centrais são pontudas, e o rabicho do Q, que é mais fino e claro. A fonte foi desenvolvida no Reino Unido e também é utilizada no Brasil, onde foi o padrão de fonte obrigatório de 2008 até 2018, antes da introdução do modelo de placas Mercosul, que utiliza a fonte alemã FE-Schrift. A fonte Mandatory pode ser baixada gratuitamente para uso pessoal no Fonts Win.
No Reino Unido, as placas dos veículos automotores adquiridos após 1 de setembro de 2001 devem ter os caracteres em fonte Mandatory e estar adequadas às especificações de largura, altura, espessura, espaçamento e margens estabelecidas no padrão britânico BS AU 145d, que especifica visibilidade, resistência e refletividade.

## Galeria

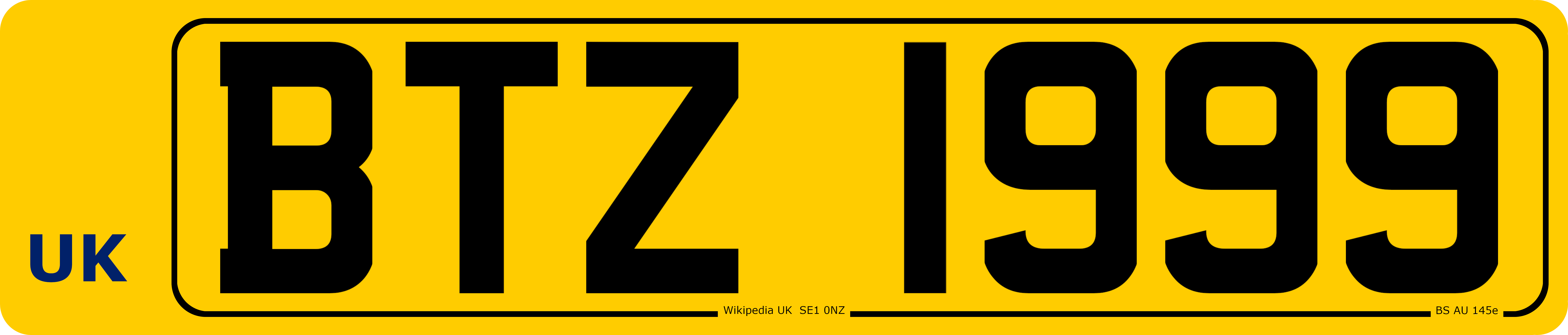
Placa traseira de veículo na Irlanda do Norte
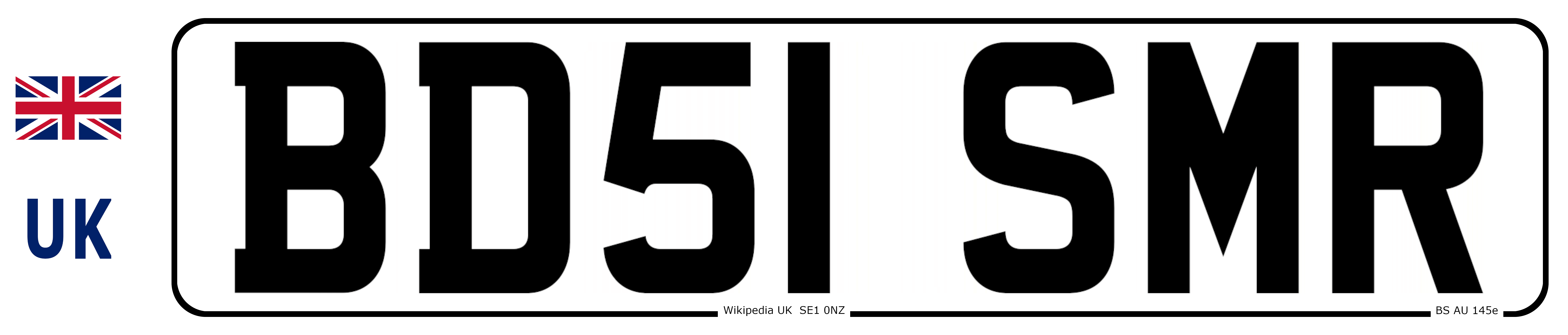
Placa dianteira de veículo no Reino Unido
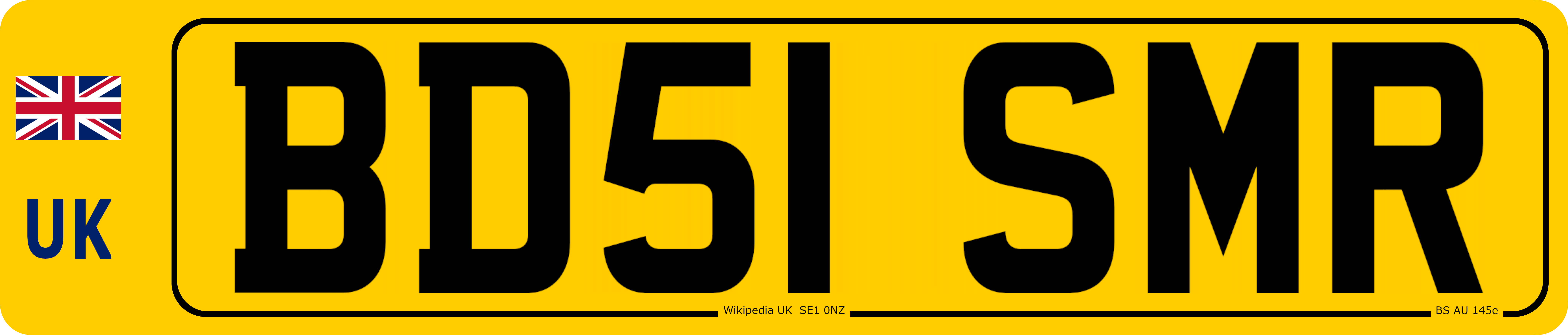
Placa traseira no Reino Unido
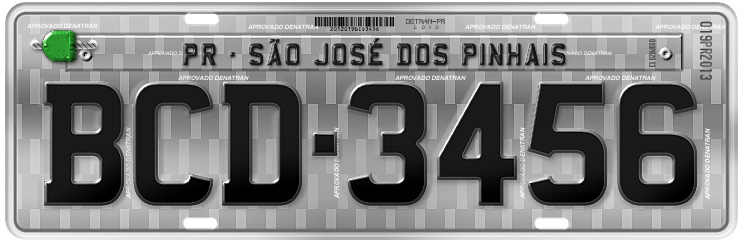
Placa para veículos particulares no Brasil (ca. 2011)
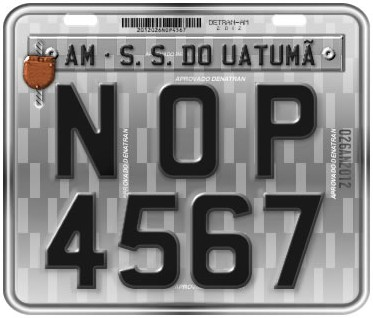
Placa para motocicletas particulares no Brasil (ca. 2012)
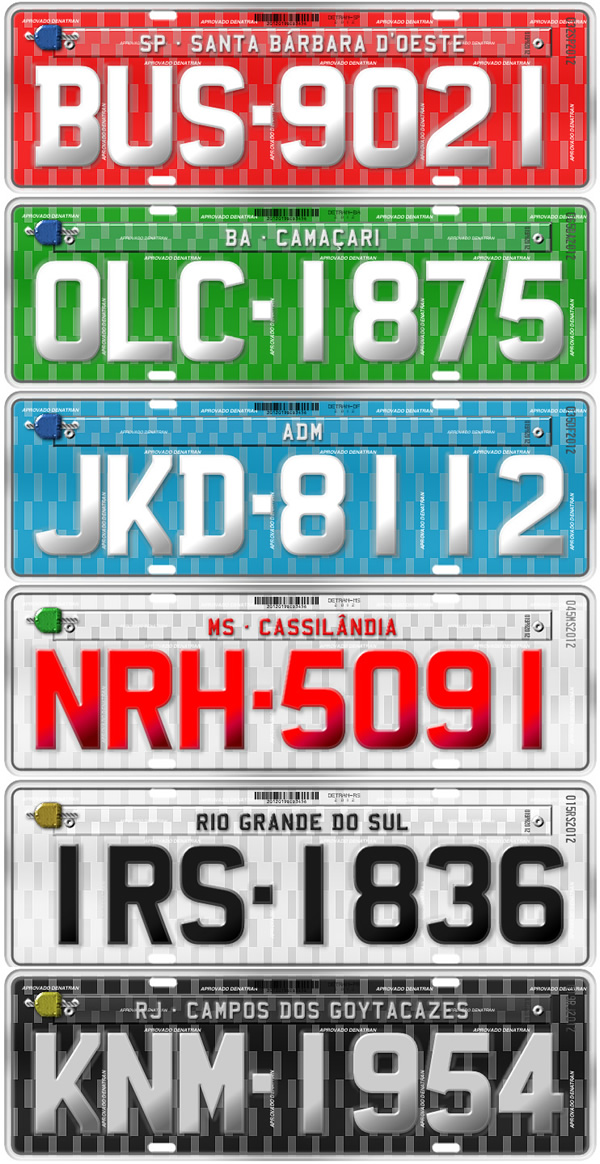
As diferentes categorias de placas de identificação de veículos no Brasil